# Росохач (Львовская область)
Росохач (укр. Росохач) — село в Козёвской сельской общине Стрыйского района Львовской области Украины.
Население по переписи 2001 года составляло 523 человека. Занимает площадь 1,61 км². Почтовый индекс — 82615. Телефонный код — 3251.